# EurAsia Daily
EurAsia Daily, або «EADaily», — російське пропагандистське новинне інтернет-видання, засноване в 2015 році, і характеризується в українських, іноземних (у тому числі прибалтійських, скандинавських, білоруських і грузинських) ЗМІ, інститутах та держорганах як прокремлівське, а також як публікуюче фальшиву та недостовірну інформацію. Це видання активно використовується для поширення антиукраїнської пропаганди.

## Історія
Засновано та зареєстровано у 2015 році,
У грудні 2016 року в Білорусії було заарештовано за звинуваченням у розпалюванні національних розбіжностей троє місцевих публіцистів, які писали під псевдонімами статті до російських видань «Регнум», а також «Лента.ру» та EADaily, — Юрій Павловець, Дмитро Алімкін та Сергій Шиптенко. У текстах затриманих за так званою «справою публіцистів», або «справою Регнуму», багато говорилося про утиск росіян у Білорусі, про «штучність білоруської ідентичності», критикувалася співпраця білоруської влади з «українською хунтою». Наскільки можна зрозуміти, у матеріалах, які лягли в основу звинувачення, йшлося про «безперспективність» білоруської мови та висловлювалися припущення про те, що в Білорусі може готуватися націоналістичне повстання і що вона може наслідувати приклад України, де публічний протест 2013—2014 років змістив уряд. У 2017 році журналістам звинуватили за статтею білоруського Кримінального кодексу «розпалювання ворожнечі, вчинене групою осіб», призначивши 5 років позбавлення волі з відстрочкою виконання вироку. Матеріали авторів виходили під псевдонімами Микола Радов, Павло Юрінцев, Алла Бронь та Артур Григор'єв. Усі троє авторів провели 14 місяців у СІЗО.
У 2021 році репортери EADaily спільно з репортерами агентств «Спутник» і «РусДнепр» висвітлювали нечисленний мітинг на підтримку звинуваченого у шпигунстві на користь Росії політика Альгірдаса Палецкіса.
У березні 2022 року EADaily брали інтерв'ю у сербського снайпера, який брав участь у російсько-українській війні у 2014 році на боці сепаратистів.

## Діяльність
Видання веде сайт, на якому розміщені статті, інтерв'ю та репортажі.

## Критика
В 2016 виник конфлікт з академіком РАН Олексієм Арбатовим навколо питань зовнішньої політики та безпеки Росії  .
Вже у 2017 році на Радіо «Свобода» видання EurAsia Daily характеризувалося як «давно відоме своєю войовничою прокремлівською орієнтацією», при цьому було низько оцінено як якість публікації про політику Азербайджану, так і її однобокість  .
У 2018 році Радіо «Свобода» заявляло про проведення виданням EADaily неправдивого факт-чекінгу заяв видання Russia Today про хімічні атаки в Сирії.
Також за результатами проведеного у 2018 році білоруською Республіканською експертною комісією розслідування, в оприлюднених на сайтах «Регнум», «Лента.ру» та EADaily матеріалах їх автори ставили під сумнів суверенітет Білорусії, у текстах містилися образливі висловлювання на адресу білоруського народу, його історії, мови, культури  .
З 2019 року видання спільно з агентством «Спутник» активно просувало конспірологічні теорії навколо епідемії COVID-19; також широке медійне освітлення отримала опублікована неперевірена історія про чоловіка, який нібито прожив місяць у ведмежому барлозі.
У тому ж році експерт Jamestown Foundation Армен Григорян згадав EADaily серед видань, що розкручували конспірологічні теорії про інтереси бізнесмена Джорджа Сороса у зміні влади у Вірменії.
У 2020 році Держкомвійськпром Білорусі звинуватив видання в підробці та спробі роздмухати скандал на тему постачання зброї Білорусією в США   : за їх заявою, «Інформаційний вкидання Eurasia Daily нагадує спробу „знайти чорну кішку в темній кімнаті, особливо, там немає“».
Також у 2020 році заявлялося про причетність видання до підтримки прокремлівської опозиції на виборах у Грузії та до просування конспірологічних теорій про тестування в Грузії біологічної зброї. У 2020-2021 роках повідомлялося про причетність видання EADaily до розпалювання вірмено-азербайджанського конфлікту в Нагірному Карабаху.
У 2021 році видання EADaily просувало наратив про нібито активну підтримку румунського політика Маї Санду з боку ультраправих профспілок, і намагалися пов'язати її діяльність з фашизмом і підтримкою військового злочинця маршала Йона Антонеску, базуючись на одиничному необережному висловлюванні.
У 2022 році видання «Delfi» охарактеризувало EADaily як прокремлівське видання; ними ж зазначалося, що видання на той момент не було заблоковане в Євросоюзі, незважаючи на схожу з виданням «Спутник» пропагандистську редакційну політику.
Також у 2022 році EurAsia Daily передрукували хибне повідомлення видання Readovka про підпал будинку німецької дівчини, яка дала притулок українським біженцям, також вони просували хибні заяви про нібито проведену УПЦ канонізації Степана Бандери, пізніше всерйоз засудили жартівливі заяви про анексію Калінінградської області Чехією, що виникли на тлі підробок результатів невизнаного міжнародним співтовариством «референдуму», проведеного з метою виправдання анексії Росією окупованих територій України, а також підтримали наратив про причетність влади США та України до протестів у Дагестані.